# Brian Johnson
Brian Johnson (født 5. oktober 1947 i Dunston, Gateshead, England) er en engelsk sanger og sangskriver - bedst kendt for sit arbejde med det australske hårde rockband AC/DC siden april 1980. På nuværende tidspunkt bor han i Sarasota, Florida.
Brian Johnson stiftede i 1972 glam rock-bandet Geordie og blev deres forsanger. Efter nogen få populære singler, gik bandet i opløsning i 1978. Johnson genforenede Geordie igen i 1980, men lige efter de havde skrevet en pladekontrakt, gik Johnson til audition for AC/DC. Nogle få dage efter auditionen fik Johnson at vide, at han skulle afløse den afdøde vokalist Bon Scott. Johnsons første album med AC/DC blev Back in Black, som endte med at blive bandets bedst sælgende album. Albummet blev i øvrigt indspillet på kun 6 uger.
I 2014 udgav Brian Johnson og AC/DC albummet "Rock or Bust" med en efterfølgende verdensturné. Få måneder inde i turnéen måtte Brian Johnson trække sig efter problemer med hørelsen på sit venstre øre. Problemer, der var opstået efter et motorløb nogle år tidligere.
Han tog tilbage til Australien for at blive undersøgt. Efter en række test fik han beskeden, at hans skader på venstre øre var permanente. Efterfølgende forlod han AC/DC, og Axl Rose afløste ham på resten af turnéen.
Efter AC/DC fik Brian Johnson, som har en stor interesse for biler, sit eget program "Cars that rocks with Brian Johnson", hvor han prøvekører og fortæller om alle de biler, som han har med i programmet.

## Diskografi

### Med Geordie
- Hope You Like It (1973)
- Don't Be Fooled By The Name (1974)
- Masters of Rock (1975)
- Save the World (1976)
- No Good Woman (1978)
- The Best of Geordie (1997)

### Med AC/DC
- Back in Black (1980)
- For Those About to Rock (1981)
- Flick of the Switch (1983)
- Fly on the Wall (1985)
- Who Made Who (1986)
- Blow Up Your Video (1988)
- The Razors Edge (1990)
- Ballbreaker (1995)
- Stiff Upper Lip (2000)
- Black Ice (2008)
- Rock or bust (2014)